# Strange Days (film)
Strange Days is een Amerikaanse sciencefictionfilm uit 1995 onder regie van Kathryn Bigelow met in de hoofdrollen Ralph Fiennes, Angela Bassett en Tom Sizemore.
De filmtitel komt van het album Strange Days van The Doors. De door Mace (Angela Bassett) in deze film gesproken tekst "Right here, right now" werd door Norman Cook (beter bekend als Fatboy Slim) gebruikt in zijn lied Right here right now van het album You've Come a Long Way, Baby.

## Verhaal
De film speelt in het Los Angeles van eind 1999, destijds in de nabije toekomst. In de laatste dagen van het oude millennium is de stad er niet veiliger op geworden, ook vanwege de voorspelling dat het nieuwe millennium het einde van de wereld zal inluiden. De politie en het leger zijn massaal op de been om de vele relschoppers en feestgangers in het gareel te houden.
De FBI heeft een aantal jaren geleden een technologie ontwikkeld waarmee menselijke herinneringen en emoties rechtstreeks van de hersenschors kunnen worden opgenomen op een datadisk (in werkelijkheid een minidisc). De menselijke ervaringen worden opgevangen door een op het hoofd geplaatst apparaat; een zogenaamde SQUID, wat een acroniem is voor Superconducting Quantum Interference Device. De SQUID was bedoeld als opvolger van de op het lichaam gedragen afluisterapparatuur, maar belandde al snel op de zwarte markt.
Heden is de handel in andermans ervaringen een illegale, maar wel lucratieve, bezigheid voor Lenny Nero, een voormalig politierechercheur. Hij verkoopt disks met allerlei ervaringen, of het nu overvallen, of vrijpartijen zijn. Hij leidt verder een weemoedig bestaan omdat zijn vriendin, de zangeres Faith, bij hem weg is gegaan. Hij hoopt haar nog steeds terug te winnen en in de tussentijd draait hij zijn grote collectie datadisks met herinneringen aan haar af.
Op een dag ontvangt hij een zogenaamde "blackjack"; een snuff-disk met daarop de herinneringen van een moordenaar die een prostituee vermoordt. Samen met zijn vriendin Mace en Max, een voormalige collega bij de politie, gaat hij op onderzoek uit.

## Rolverdeling
| Acteur            | Personage             | Opmerkingen |
| ----------------- | --------------------- | ----------- |
| Ralph Fiennes     | Lenny Nero            | hoofdrol    |
| Angela Bassett    | Mace (Lornette Mason) | hoofdrol    |
| Tom Sizemore      | Max Peltier           | hoofdrol    |
| Juliette Lewis    | Faith Justin          |             |
| Michael Wincott   | Philo Gant            |             |
| Vincent D'Onofrio | Burton Steckler       |             |
| William Fichtner  | Dwayne Engelman       |             |
| Josef Sommer      | Palmer Strickland     |             |
| Brigitte Bako     | Iris                  |             |
| Glenn Plummer     | Jeriko One            |             |
| Nicky Katt        | Joey Corto            |             |

## Citaten
De onderstaande citaten geven een goed beeld van de twee hoofdpersonen in deze film. Lenny is de sjacheraar die andermans ervaringen aan de man brengt en Mace is zijn enige echte vriend, hoewel hij dat niet altijd beseft.
- Lenny: I can get you what you want. I can get you anything. You just have to talk to me. You have to trust me, you can trust me. I'm your priest, I'm ... I'm your shrink. I'm your main connection to the ... to the switchboard of the soul. I'm the Magic Man, the Santa Clause of the subconscious. You say it, you thínk it: you can have it.
- Mace: This is your lífe. Right here, right now. It's realtime, you hear me? Realtime, time to get real, not playback. You understand me? She doesn't love you no more. Maybe she did once, I don't know, but she doesn't now. These are used emotions, it's time to trade them in. Memories were meant to fade, honey. They're designed that way for a reason.

## Achtergrond
De film speelt zich af in de nabije toekomst. Behalve de tijd en de geheugenopname-apparatuur bevat de film geen typische sciencefictionbeelden, maar door de donkere sfeer en de dystopische elementen valt Strange Days toch duidelijk in het sciencefictiongenre, meer bijzonder in het cyberpunk-subgenre. De film wordt echter ook vaak in het neo noir-genre ingedeeld.
Bij het naderen van het jaar 2000 was er een stijgende eindtijd-verwachting merkbaar. Het liedje 1999 van Prince uit 1982 refereerde er al naar, en ook in Strange Days beweren bepaalde groeperingen dat in 2000 de wereld zal vergaan. Daarnaast borduurt de film verder op de raciale spanningen in het Los Angeles van de jaren 90, zeker na de gewelddadige arrestatie van Rodney King door de LAPD en de daaropvolgende rellen in Los Angeles. De spanningen stijgen naar het kookpunt na de moord op de prominente rapper Jeriko One, een personage dat veel overeenkomsten heeft met Malcolm X. Hierdoor heeft de film een grimmige sfeer, waarbij politie en leger massaal op straat aanwezig is met zwaar bewapende manschappen, gepantserde voertuigen en zelfs tanks. Daarnaast bevat de film echter ook beelden van uitgelaten menigten, zowel op straat als in de clubs waar hoofdpersoon Lenny Nero zijn obscure handel drijft.
De film werd deels geschreven en geproduceerd door James Cameron, de ex-man van regisseur Kathryn Bigelow. Hij heeft geschreven dat hij het idee voor een film noir die zich afspeelt op het einde van het oude millennium al in 1985 bedacht. Vanwege zijn verplichtingen aan zijn nieuwe film True Lies kon Cameron het scenario niet afmaken: samen met Bigelow werd besloten het script door Jay Cocks te laten afmaken. Cameron heeft verder gezegd dat Strange Days waarschijnlijk de beste film was waaraan hij meewerkte, vooral omdat deze zo anders was dan al zijn andere films.
Nog meer dan in Bigelows eerdere film Blue Steel is in Strange Days de vrouwelijke hoofdrolspeelster het sterkste personage in de film. De door Ralph Fiennes gespeelde zwakke mannelijke hoofdpersoon Lenny is vrijwel geheel afhankelijk van de vrouwelijke beveiliger en limousinechauffeur Mace, vertolkt door Angela Bassett. Hiermee zet Bigelow het traditionele Hollywood man-vrouwbeeld volledig op zijn kop. Om de verschillen tussen de twee nog extra aan te zetten draagt Fiennes' personage Lenny kleurrijke zijden hemden, terwijl Bassett een pak of leren outfit draagt. Dit verschil wordt ook doorgezet in de namen: hij heet Lenny en zij draagt de stoere bijnaam "Mace", een samentrekking van haar werkelijke naam: Lornette Mason.
Bigelow wilde de SQUID-beelden vanuit een realistische eerstepersoons-gezichtspunt filmen, vergelijkbaar met het menselijk oog, maar ontdekte dat er geen filmcamera's bestonden die de door haar gewenste beelden konden filmen. Er werden daarop speciale camera's ontwikkeld om de herinneringen realistisch te kunnen filmen. De uiteindelijke 35mm-filmcamera woog minder dan 4 kilogram en paste in de palm van de hand. Om toch stabiele beelden te krijgen werd de camera op een steadicam-achtig draagharnas vastgezet. Voor de ontwikkeling en fabricage van deze camera had de researchafdeling van Lightstorm Entertainment een jaar de tijd nodig.

## Ontvangst en prijzen
De film trok geen groot publiek en kreeg gemengde kritieken van het kijkerspubliek. Het grootste kritiekpunt was de voyeuristische manier waarop de verkrachting en wurging van een prostituee aan het begin van de film werd gefilmd. Dit werd vooral regisseur Kathryn Bigelow kwalijk genomen: "als vrouw zijnde had ze de schending en dood van een vrouw niet zo levendig mogen verfilmen". Zelf zei ze daarover dat ze de film vooral ziet als een liefdesverhaal (tussen Lenny en Mace). De intense beelden zijn volgens haar nodig om de kijker in de film te betrekken, zodat deze de film niet van een "veilige afstand" kan beschouwen. Zij ziet deze beelden daarom ook niet als voyeuristisch, maar als participerend.
De recensies van de filmcritici waren over het algemeen lovend:
- Roger Ebert (Chicago Sun-Times): "technical tour de force", "this is the first movie about virtual reality to deal in a challenging way with the implications of the technology"[8]
- Bryant Frazer (Deep Focus): "Strange Days struggles to come to terms with the relationship of memory to reality, the future to the present, and what could be to what is"[9]
- Jeffrey M. Anderson (Combustible Celluloid): "she (Bigelow), with the help of her talented cast, constantly wrestles against the script, and for a great deal of time, she appears to be winning"[10]
- Rolling Stone: "undeniably thrilling and troubling"[11]
- The Gods of Filmmaking: "Strange Days is a beautiful blend of sci-fi, thriller, and mystery with a touch of noir that is as unique as it is entertaining"[4]

De film werd genomineerd voor vijf Saturn Awards, namelijk voor beste sciencefictionfilm, script (James Cameron), regie (Kathryn Bigelow), acteur (Ralph Fiennes) en actrice (Angela Bassett). De prijzen voor beste regie en beste actrice werden gewonnen.

## Filmmuziek
Actrice Juliette Lewis zong in de film twee nummers van PJ Harvey, namelijk Hardly Wait en Rid Of Me, waarvan de eerste ook op het album staat. Lewis zou later haar eigen rock-groep oprichten: Juliette and the Licks.
Het muziekalbum Strange Days: Music From The Motion Picture (Sony BMG) bevat de volgende nummers:
1. Skunk Anansie - Selling Jesus
2. Lords of Acid - The Real Thing
3. Tricky - Overcome
4. Deep Forest - Coral Lounge
5. Strange Fruit - No White Clouds
6. Juliette Lewis - Hardly Wait
7. Me Phi Me/Jeriko One - HereWEcome
8. Skunk Anansie - Feed
9. Prong/Ray Manzarek - Strange Days
10. Satchel - Walk In Freedom
11. Kate Gibson - Dance Me to the End of Love
12. Lori Carson/Graeme Revell - Fall in the Light
13. Deep Forest feat. Peter Gabriel - While the Earth Sleeps